# We Wish to Inform You That Tomorrow We Will Be Killed with Our Families
We Wish to Inform You That Tomorrow We Will Be Killed With Our Families: Stories from Rwanda (Desitgem informar-vos que demà serem assassinats amb les nostres famílies) és un llibre de no-ficció de 1998 per l'escriptor de The New Yorker Philip Gourevitch sobre el genocidi ruandès de 1994, en el qual s'estima que es van matar 1.000.000 de tutsis i hutus.

## Resum
El llibre descriu els viatges de Gourevitch a Ruanda després del genocidi ruandès, en què entrevista a supervivents i recopila informació. Gourevitch reprèn les històries de supervivents i reflexiona sobre el significat del genocidi.
El títol prové d'una carta escrita el 15 d'abril de 1994 al pastor Elizaphan Ntakirutimana, president de les operacions de l'Església Adventista del Setè Dia a l'oest de Ruanda, per diversos pastors adventistes que eren refugiats amb altres tutsis en un hospital adventista a la localitat de Mugonero a la prefectura de Kibuye. Gourevitch va acusar Ntakirutimana d'ajudar els assassinats que van passar al complex l'endemà. Ntakirutimana va ser eventualment condemnat pel Tribunal Penal Internacional per a Ruanda. El llibre no sols narra el pic del genocidi el 1994, sinó la història de Ruanda que condueix als principals esdeveniments.

## Recepció i criticisme
Aquest llibre va guanyar nombrosos premis, incloent el premi National Book Critics Circle de 1998, el premi del llibre de Los Angeles Times, el Guardian First Book Award de 1999 i el George K. Polk Award per a informes de l'estranger.
L'africanista René Lemarchand critica el llibre: 
| « | El que falta del relat de Gourevitch és el com i el motiu dels assassinats. Una cosa és descriure l'horror, un altre explicar les motivacions que van provocar la carnisseria. ... L'absència d'atenció a la història del país crea un retrat d'un genocidi insensible a la complexitat de les circumstàncies. En essència, la història de Gourevitch redueix la carnisseria al conte dels nois dolents i bons, víctimes innocents i avatars de l'odi. El seu marc de referència és l'Holocaust. | » |

El llibre va aparèixer com un dels primers llibres del club de llibres Brotherhood 2.0.